# Всі запобіжні заходи
Всі запобіжні заходи (англ. Extreme Prejudice) — американський бойовик 1987 року.

## Сюжет
На техаському кордоні з Мексикою, два друга дитинства рейнджер Джек Бентін і наркобарон Кеш Бейлі підтримують рівновагу в кримінальному світі і негласне перемир'я. Каменем спотикання між ними, є відносини з Сарітою, нинішньою подругою Бентін та колишньою супутницею Бейлі. Однак справа ускладнюється з прибуттям на кордон групи військових агентів під прикриттям, із завданням усунути Кеша. Далі з'ясовується, що у командира загону Хеккета, є свої власні цілі, для досягнення яких він маніпулює підлеглими. У кривавій сутичці зітикаються всі три сторони.

## У ролях
- Нік Нолті — Джек Бентін
- Пауерс Бут — Кеш Бейлі
- Майкл Айронсайд — майор Пол Хекетт
- Марія Кончіта Алонсо — Саріта Сіснерос
- Ріп Торн — шериф Хенк Пірсон
- Кленсі Браун — майстер-сержант Ларрі МакРоуз
- Вільям Форсайт — сержант Бак Етвотер
- Метт Малхерн — штаб-сержант Деклан Патрік Кокер
- Леррі Б. Скотт — сержант Чарльз Біддл
- Ден Тулліс мол. — сержант Лютер Фрай
- Джон Денніс Джонстон — Мерв
- Луіс Контрерас — Лупо
- Гері Сервантес — Гектор
- Томмі Лістер — Мондей
- Марко Родрігес — Кортез